# Onge

Siedlungsgebiet der Onge (in blau)

Die Onge sind eine kleine Ethnie auf den zu Indien gehörenden Andamanen-Inseln. Portman bezeichnete sie als Öngé.
Wurden 1901 noch 672 Onge gezählt, hatte die Gemeinschaft bis zur Flutkatastrophe in Südostasien 2004 nur 98 Mitglieder, die auf der Insel Little Andaman lebten; mindestens 73 Onge haben die Flut überlebt. Während die Onge vor rund zweihundert Jahren die gesamte Insel bewohnten, ist ihr heutiges Siedlungsgebiet auf die Reservate um Dugong Creek an der Nordostküste und South Bay im Süden von Little Andaman beschränkt. Diese Siedlungen sind seit 1957 für die Onge reserviert.

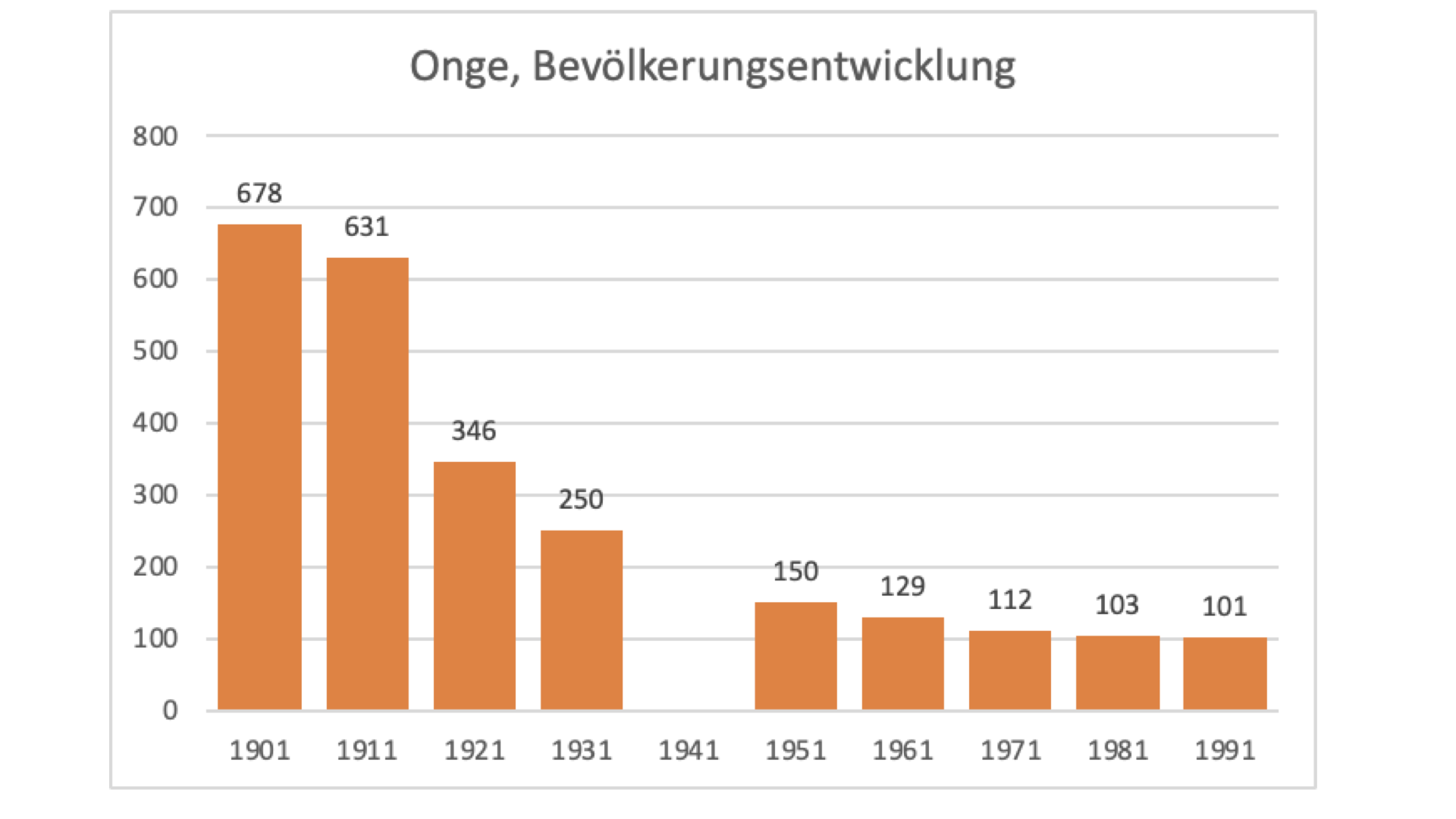
Bevölkerungsentwicklung der Onge nach dem offiziellen Zensusdaten, Dutta 1983, Tab. 1

Die Sprache der Onge ist verwandt mit den Sprachen der anderen indigenen Völker der Andamanen (Sentinelesen, Jarawa, Groß-Andamaner). Die Onge haben von den vier überlebenden Ethnien der Ureinwohner der Andamanen den meisten Kontakt zu den Einwanderern vom indischen Festland, was sie aber eher gefährdet, als ihnen nützt.
Die Onge sind relativ klein, sehr dunkelhäutig und kraushaarig (sogenannte Negritos). Traditionellerweise lebten sie als Jäger und Sammler in den tropischen Regenwäldern. Vor der Einführung von Wildschweinen und Hunden waren Fische ihre Hauptquelle für Protein. Das Onge-Wort cioghe bedeutet sowohl Fisch als auch Nahrung allgemein.
Sie jagten mit Pfeil und Bogen Reptilien und Vögel, später auch Wildschweine. Mit Netzen fingen sie Fische, Krebse und Garnelen im seichten Wasser der Flüsse und der Küste. Darüber hinaus sammelten sie Früchte, Pflanzen und den Honig von Apis dorsata. Heute leben sie überwiegend von Hilfslieferungen der indischen Regierung. Diese enthalten unter anderem Zucker und Reis, in den 1990er Jahren auch Tabak. Alkohol wird gegen Honig, Harze, Schildkröteneier und Ambra eingetauscht.